# Kermit Holmes
Pour les articles homonymes, voir Kermit et Holmes.
Kermit Holmes, né le 27 mars 1969, à Okmulgee, en Oklahoma, est un joueur américain de basket-ball. Il évolue au poste d'ailier. 

## Palmarès
- Champion des Amériques 1997
- Finaliste des Jeux panaméricains 1999
- Champion CBA 1997, 1998
- All-USBL Second Team 1994